# Fritz Möller (Meteorologe)
Fritz Möller (* 16. Mai 1906 in Rudolstadt; † 21. März 1983 in München) war ein deutscher Meteorologe und Geophysiker. Er gilt als Pionier der Satellitenmeteorologie.

## Leben
Möllers gleichnamiger Vater war Direktor des Rudolstädter Krankenhauses. Möller studierte ab 1924 Geophysik und Meteorologie an der Georg-August-Universität Göttingen. 1925  ging er an die Johann Wolfgang Goethe-Universität Frankfurt am Main, die ihn 1928 mit einer Doktorarbeit bei Franz Linke zum Dr. phil. nat. promovierte. 1935 habilitierte er sich über die Dynamik der Atmosphäre. Ab 1934 arbeitete er als Meteorologe am Flughafen Frankfurt. Zwischenzeitlich war er von 1935 bis 1938 im neuen Reichsamt für Wetterdienst tätig. Seit 1938 lehrte er an der Universität Frankfurt und der Universität Leipzig.
Die Johannes Gutenberg-Universität Mainz berief ihn 1948 als Professor. Sein Institut wurde in der Strahlungsforschung international maßgeblich. 1960 folgte Möller dem Ruf der Ludwig-Maximilians-Universität München. Bis zur Emeritierung im Jahre 1972 leitete er das Meteorologische Institut und das Institut für Meteorologie und Klimatologie. Entgegen Möllers Wünschen ging der Auftrag für Meteosat im Rahmen der europäischen Zusammenarbeit an Frankreich. Möller starb im Alter von 76 Jahren. Seit 1924 war er Mitglied des Corps Thuringia Jena.
Möller, der 1959/60  mit Syukuro Manabe an der numerischen Bestimmung von Strahlungsflüssen arbeitete, weilte zweimal zu Forschungsaufenthalten in den USA, beim zweiten Mal zur Auswertung von Messdaten meteorologischer Satelliten. Im Global Atmospheric Research Program gehörte er als einziger Deutscher zum Leitungsgremium.

## Schriften
- Statistische Untersuchungen über die Konstanz der Luftkörper. Dissertation. GoogleBooks
- mit Peregrin Zistler: Meteorologischer Reisebericht und Ergebnisse der Höhenwindmessungen von der Fahrt nach Kamerun, Juli – August 1933. Deutsche Seewarte 1935. GoogleBooks
- Allgemeine Meteorologie, Leitfäden für den Gebrauch an der Wetterdienstschule, 1. 1942. GoogleBooks
- Vertikalbewegungen in der Atmosphäre. Field Information Agency, Technical 1947. GoogleBooks
- mit Ehrhard Raschke: Evaluation of Tiros III radiation data. NASA 1964. GoogleBooks
- Einführung in die Meteorologie, 1973 und 1984. GoogleBooks 1973
- mit Franz Linke: Handbuch der Geophysik, Bd. 10, Teil 1. Stuttgart 1974 GoogleBooks

## Ehrungen
- Alfred-Wegener-Medaille (1977)
- Ehrendoktorwürde der Universität Mainz
- Präsident der International Association for Meteorology and Atmospheric Physics (IAMAP) (1959–1967)
- Mitglied der Deutschen Akademie der Naturforscher Leopoldina (1959)[4]
- Mitglied der Bayerischen Akademie der Wissenschaften (1962)[5]